# Queda do Junkers PP-SPD Cidade de São Paulo
A queda do Junkers PP-SPD Cidade de São Paulo  foi um acidente aéreo ocorrido no dia 27 de agosto de 1943.

## Aeronave
A aeronave Junkers Ju 52, prefixo PP-SPD (batizada Cidade de São Paulo), pertencia à Vasp, sendo a primeira aeronave adquirida pela empresa durante sua encampação pelo governo paulista. As duas primeiras aeronaves seriam encomendadas em Berlim pelo governo paulista no dia 24 de abril de 1936. Seriam embarcadas desmontadas num navio, desembarcando no Brasil três meses depois, sendo montadas no Rio de Janeiro em regime SKD. Essas aeronaves seriam batizadas de Cidade de São Paulo (prefixo PP-SPD) e Cidade do Rio de Janeiro (prefixo PP-SPE).
As aeronaves fariam o voo inaugural da primeira rota da Vasp entre São Paulo e Rio de Janeiro no dia 5 de agosto de 1936. Nessa época, a Vasp veiculava campanhas publicitárias nos jornais que atestavam sua suposta pontualidade, prometendo voos de noventa minutos de duração entre o Rio e São Paulo.

## Acidente

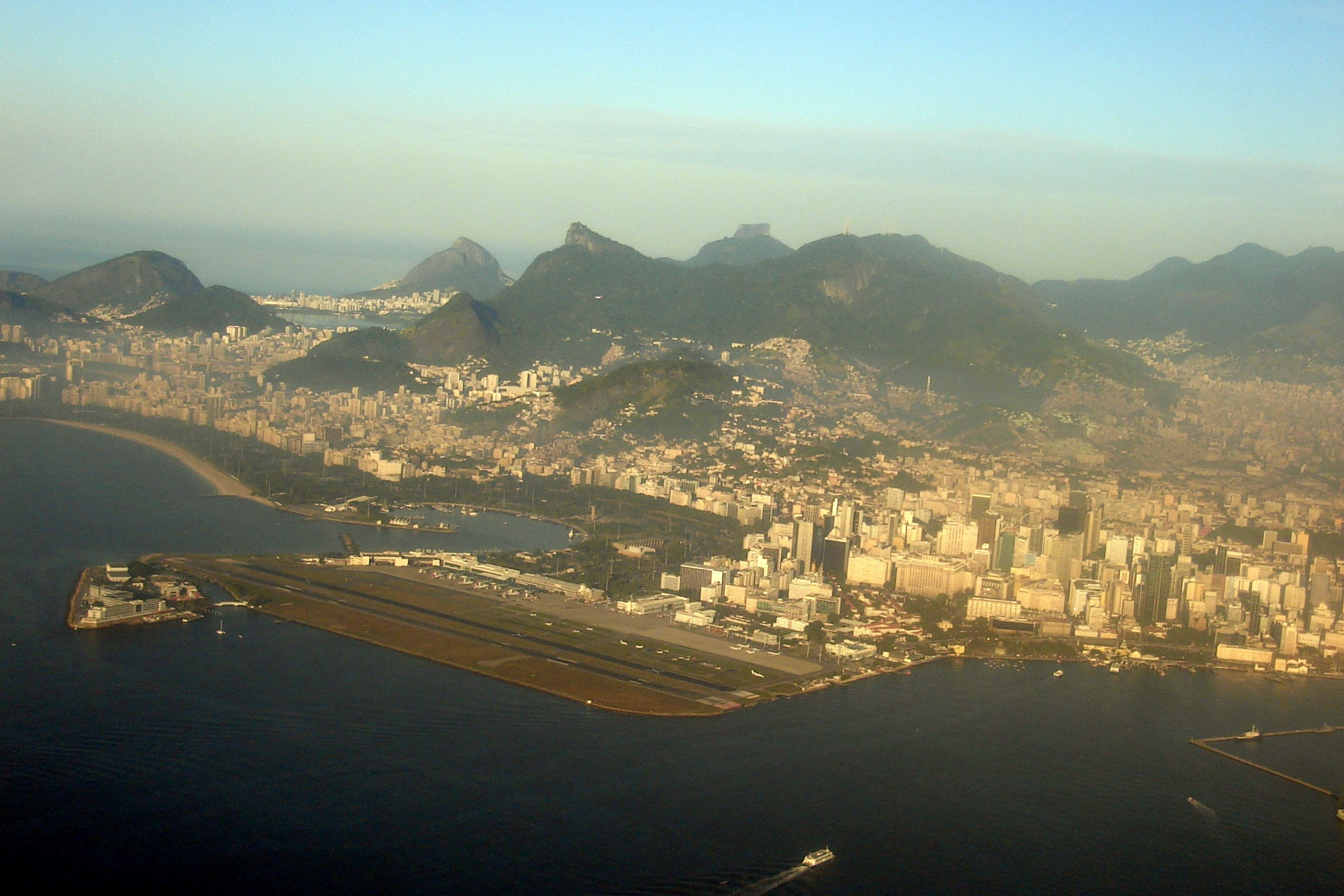
Vista do Aeroporto Santos Dumont. À esquerda encontra-se a Escola Naval, localizada na Ilha de Villegagnon. O choque de uma das asas do Junkers ocorreu com um dos prédios localizados ao norte da pequena ilha (à esquerda na foto).

No dia 27 de agosto de 1943, o Cidade de São Paulo decolou do Aeroporto de Congonhas as 7h30, com previsão de pouso no Aeroporto Santos Dumont por volta das 9h15. Transportava dezoito passageiros e três tripulantes, sendo comandado pelo comandante Romeu Fávero. Durante a aproximação para o pouso, havia nevoeiro intenso no Rio, e o piloto abortou a primeira tentativa de pouso. Durante a manobra para efetuar a segunda tentativa, colidiu uma de suas asas num prédio da Escola Naval, localizado no norte da Ilha de Villegagnon, partindo-se em três pedaços (a asa cairia no mar, assim como a maior parte da fuselagem, enquanto apenas parte da cauda cairia no pátio da Escola Naval), e desgovernado, acabou caindo na Baía de Guanabara, afundando poucos segundos depois. Após a queda, os cadetes da escola naval iniciaram o resgate dos passageiros. Somente três passageiros sobreviveriam à queda. Entre os passageiros mortos, encontravam-se o arquiteto e urbanista Attilio Corrêa Lima, o jornalista Cásper Líbero, o arcebispo de São Paulo Dom José Gaspar d'Afonseca e Silva e os sacerdotes que o acompanhavam: Monsenhor Alberto Teixeira Pequeno, e o padre Nelson Norberto de Sousa Vieira.

## Consequências
Esse seria o segundo acidente envolvendo a frota de Junkers da Vasp, que inicialmente era composta por oito aeronaves. Devido à Segunda Guerra Mundial, as aeronaves alemãs passaram a voar menos, por causa da falta de peças sobressalentes (apesar de a Vasp e a indústria paulista terem fabricado peças sobressalentes), e, após o fim do conflito, seriam gradativamente substituídos por aeronaves americanas Douglas DC-3 e C-47.
Apesar do crescimento do transporte aéreo comercial nas décadas de 1940 e 1950 no Brasil, havia pouco investimento em treinamento de tripulações e na aquisição de equipamentos para permitir voos guiados por instrumentos e em condições de mau tempo, de forma que os pilotos da época voavam em condições precárias, guiando-se por estações de rádio obsoletas (que sofriam interferências magnéticas durante tempestades) enquanto tentavam observar o solo, buscando indicações e condições visuais para facilitar pousos e decolagens.